# 暗叶杜鹃
暗叶杜鹃（学名：Rhododendron amundsenianum）为杜鹃花科杜鹃花属下的一个种。

## 扩展阅读
- 維基物種上的相關：暗叶杜鹃